# Deirdre Shannon
Deirdre Gilsenan (County Meath, 22 maart 1971), beter bekend als Deirde Shannon, is een Iers zangeres. Ze heeft gezongen met Anúna, Celtic Tenors en Celtic Woman. Daarnaast heeft ze een solocarrière.

## Biografie
Shannon is geboren in County Meath als middelste van vijf kinderen. Ze begon op negenjarige leeftijd met pianolessen en zong daarnaast in het kerkkoor. In 1992 begon Shannon met studeren aan Dublin's College of Music onder leiding van Mary Brennan. Ze zong daarnaast in het koor van het Dublin Institute of Technology.
In 1996 begon Shannon met haar professionele carrière toen ze bij het Ierse koor Anúna kwam. In 1997 toerde ze met de musical Lord of the Dance door Noord- en Zuid-Amerika.

## Discografie
De volgende albums van Shannon zijn uitgekomen:
- Deirdre Shannon - 2006
- Anamċeol - 2011

Shannon verscheen in de volgende dvd's:
- Celtic Woman: The Greatest Journey Essential Collection - Interview
- Celtic Thunder: Storm - Highwayman, Harry's Game en Tender Is The Night